# 常州工业职业技术学院
常州工业职业技术学院，是位于中國江苏省常州市的一所工程类普通专科学校，隶属江苏省教育厅。

## 下属学院
- 材料工程与技术学院
- 机械工程与技术学院
- 电气工程与技术学院
- 经贸管理学院
- 信息工程与技术学院
- 旅游与烹饪学院
- 艺术创意学院
- 轨道交通工程与技术学院
- 继续教育学院
- 马克思主义学院
- 海外教育学院
- 体育部工作部
- 基础部